# Pico Liguardi
El pico Liguardi es una montaña de 1975 m de altitud ubicada en la sierra del Cordel, en Cantabria (España). Se sitúa entre el pico Cordel (2061 m) y el Cueto Ropero (1817 m). El Liguardi representa el primer pico de la sierra del Cordel partiendo del este.
Además, se localiza en la divisoria de dos municipios: mancomunidad de Campoo-Cabuérniga al norte y Campoo de Suso al sur. No se debe confundir el antes citado Cueto Ropero con el pico Ropero (1492 m), situado más al este y segregado de la sierra del Cordel.

## Ruta de acceso
Las rutas de montañismo con acceso más directo al pico Liguardi son las que parten del pueblo de Proaño y del puerto de Palombera.